# Шевчук Євген Олександрович
Євге́н Олекса́ндрович Шевчу́к — капітан-лейтенант Військово-Морських Сил Збройних сил України. Станом на червень 2015 року — капітан 3 рангу. Лицар ордена Богдана Хмельницького та кавалер ордена «За мужність».

## Нагороди
- 8 серпня 2014 року — за особисту мужність і героїзм, виявлені у захисті державного суверенітету та територіальної цілісності України, вірність військовій присязі під час російсько-української війни, відзначений — нагороджений орденом «За мужність» III ступеня,
- орденом Богдана Хмельницького III ступеня,
- 27 червня 2015 року — орденом «За мужність» ІІ ступеня.